# Convair R3Y Tradewind
Convair R3Y Tradewind je bil štirimotorni turbopropelerski leteči čoln, ki ga je razvil ameriški Convair v 1950ih. R3Y je imel za pogon štiri 5100-konjske motorje Allison T40. Vsak motor je poganjal dva 3-kraka kontrarotirajoča propelerja, kar mu je omogočilo potovalno hitrost okrog 625 km/h. Vendar so imeli motorji precej težav, ki jih niso uspešno odpravili, zato tudi letalo ni doseglo večje proizvodnje. 
Tradewind je lahko prevažal okrog 80 vojakov. Verzija R3Y-2 se je uporablja tudi kot leteči tanker. 

## Specifikacije (R3Y)
Podatki iz Steve Ginter Convair XP5Y-1 & R3Y-1/2 Tradewind
Splošne karakteristike
- Posadka: 5
- Število sedežev: 80
- Dolžina: 139 ft 8 in (42,26 m)
- Razpon kril: 145 ft 9 in (44,42 m)
- Višina: 51 ft 5 in (15,68 m)
- Površina kril: 2102 ft² (195,3 m²)
- Teža praznega letala: 71824 lb (32579 kg)
- Naložena teža: 145500 lb (66000 kg)
- Uporaben tovor: 47951 lb (21750 kg)
- Maks. vzletna teža: 165000 lb (74800 kg)
- Pogon letala: 4 ×  turboprop Allison T40-A-10, 5100 KM (3800 kW)  vsak

 Zmogljivost 
- Maks. hitrost: 337 vozlov (403 mph, 624 km/h)
- Doseg: 2,420 nmi (2785 milj, 4482 km)
- Višina leta: 39700 ft (12100 m)
- Hitrost vzpenjanja: ft/min (m/s)
- Obremenitev kril: 69,22 lb/ft² (338 kg/m²)
- Razmerje moč/teža: 0,14 KM/lb (230 W/kg)